# 原価法
原価法（げんか）とは、不動産鑑定評価等において不動産の価格を求める手法の一つである。以下、基本的に不動産鑑定評価基準による。
原価法は、価格時点における対象不動産の再調達原価を求め、この再調達原価について減価修正を行って対象不動産の価格を求める手法であり（この手法による価格を積算価格という）、対象不動産が建物又は建物及びその敷地である場合において、再調達原価の把握及び減価修正を適切に行うことができるときに有効である（対象不動産が土地のみである場合においても、再調達原価を適切に求めることができるときはこの手法を適用することができる）。なお、対象不動産が土地のみである場合においては、一般的に再調達原価を適切に求めることが困難なためにこの手法の適用が困難とされるが、再調達原価を適切に求めることができるときはこの手法を適用することができるものとされる。

## 再調達原価
再調達原価とは、対象不動産を価格時点において再調達することを想定した場合において必要とされる適正な原価の総額をいう。建設請負により、請負者が発注者に対して直ちに使用可能な状態で引き渡す通常の場合を想定し、発注者が請負者に対して支払う標準的な建設費に発注者が直接負担すべき通常の付帯費用を加算して求めるものとされている。不動産鑑定評価においては、「再調達価格」という用語（DCF法関連）もあるが、これは、上記「…標準的な建設費」に近い概念で「発注者が直接負担すべき通常の付帯費用」が含まれない。
建物及びその敷地の場合、土地の再調達原価（再調達原価が把握できない土地にあっては取引事例比較法等によって求めた更地の価格）又は借地権の価格を求め、この価格に建物の再調達原価を加算して求める。
再調達原価を求める方法には、対象不動産から直接求める直接法と類似の不動産から間接的に求める間接法とがある。
直接法は、概ね次のとおりとされている。
標準的な工事費 + 発注者が負担すべき通常の付帯費用
- 標準的な工事費 = 直接工事費 + 間接工事費 + 一般管理費等（請負者の適正な利益を含む）

間接法は、類似の不動産等の直接工事費、間接工事費、一般管理費等、発注者が負担すべき通常の付帯費用の額及びその明細が明確に把握できる場合に、これらの明細を分析して事情補正、時点修正、地域要因の比較及び個別的要因の比較を行なって対象不動産の再調達原価を求める。

## 減価修正
減価修正を行うに当たっては、減価の要因（）に着目して対象不動産を部分的かつ総合的に分析検討し、減価額を求めなければならない。
減価額を求めるには、耐用年数に基づく方法と観察減価法の2つの方法があり、原則としてこれらを併用するものとされている。耐用年数に基づく方法は、不動産鑑定評価基準においては定額法、定率法等があるとされているが、定額法が一般的と言える。観察減価法は、対象不動産について有形的な状態の観察が基礎とした減価の要因の調査により減価額を求めるものである。
減価の要因には、次のものがある。
物理的要因
1. ↑  不動産を使用することによって生ずる摩耗及び破損、時の経過又は自然的作用によって生ずる老朽化並びに偶発的な損傷が挙げられる。

機能的要因
1. ↑  不動産の機能的陳腐化（設備の旧式化、建物と敷地との不適応等）が挙げられる。

経済的要因
1. ↑  不動産の経済的不適応（不動産とその付近の環境との不適合等）が挙げられる。

建物及びその敷地の場合、土地の減価（擁壁の破損、土壌汚染等）、建物の減価、土地建物一体の減価（建物と敷地との不適応等）として、それぞれの有無、度合いが判断・判定される。

## 積算価格
再調達原価 - 減価額（減価修正） = 積算価格